# Ludwig Neubeck

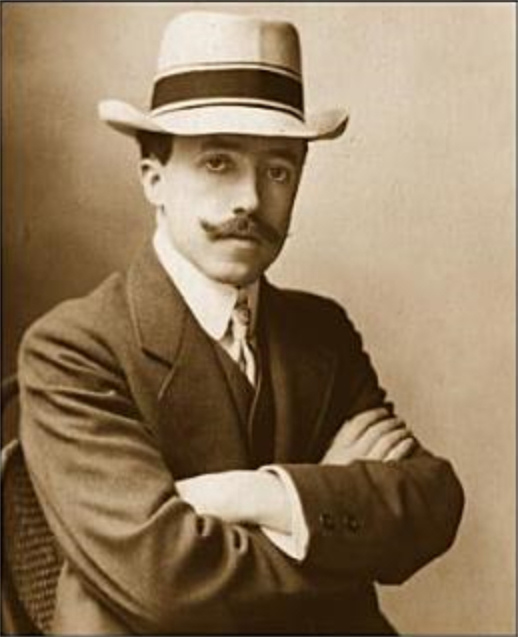
Ludwig Neubeck in Bayreuth 1909

Ludwig Neubeck (* 7. Juli 1882 in Schwerin; † 10. August 1933 in Leipzig) war ein deutscher Dirigent und Komponist.

## Leben
Neubeck war der Sohn eines Kammermusikers. Er studierte Komposition bei Engelbert Humperdinck an der Preußischen Akademie der Künste. 1904 wurde er Kapellmeister am Mecklenburgischen Hoftheater Schwerin. Von 1905 bis 1908 war er 1. Kapellmeister in Luzern. Später ging er nach Görlitz und Metz. Von 1912 bis 1915 wirkte er als Operndirektor an den Vereinigten Kieler Theater. Danach war er Hochschullehrer am Konservatorium in Kiel. Er gründete den Kieler Gesangsverein und war Chorleiter ebenda. Ab  1918 war er Leiter des Rostocker Stadttheaters. 1925 wurde er Intendant des Landestheaters Braunschweig. 1928 erhielt er eine Professur. Im Jahr 1929 wurde er Programmleiter der Mitteldeutschen Rundfunk AG. Darüber hinaus schrieb er mehrere Lieder und Orchesterwerke.
Ludwig Neubeck nahm sich 1933 in einem Leipziger Gefängnis das Leben, nachdem er Anfang Juli 1933 aus seinem Amt abberufen worden war.
Der Komponist Paul Graener widmete ihm sein in Leipzig komponiertes Konzert für Klavier und Orchester (op. 72).